# Royal Swazi Sun Classic
Het Royal Swazi Sun Classic was een golftoernooi in Swaziland, dat deel uitmaakte van de Sunshine Tour. Het toernooi werd opgericht in 1993 en werd sinds de oprichting altijd gespeeld op de golfbaan van de Royal Swazi Spa Country Club in Mbabane.
Het toernooi werd gespeeld in drie speelronden met de strokeplay-formule. Naast dit toernooi was er ook het Royal Swazi Sun Open, een golftoernooi in Swaziland die opgericht werd in 1971, dat nog steeds actief is en in een aangepaste stableford-formule wordt gespeeld.
Het toernooi werd in 1995 voor de eerste keer op de kalender van de Sunshine Tour, toen de Southern Africa Tour, opgenomen.

## Winnaars
| Jaar | Winnaar           | Score         | Score         | Info                            |
| ---- | ----------------- | ------------- | ------------- | ------------------------------- |
| 1993 | Nico van Rensburg | ?             | ?             |                                 |
| 1994 | Des Terblanche    | ?             | ?             |                                 |
| 1995 | James Kingston    | 208           | –8            | [ 1 ]                           |
| 1996 | Chris Williams    | 204           | –12           | [ 2 ]                           |
| 1997 | Geen toernooi     | Geen toernooi | Geen toernooi | Geen toernooi                   |
| 1998 | Justin Hobday     | 207           | –9            | [ 3 ]                           |
| 1999 | Bradford Vaughan  | 200           | –16           | [ 4 ]                           |
| 2000 | Geen toernooi     | Geen toernooi | Geen toernooi | Geen toernooi                   |
| 2001 | Titch Moore po    | 200           | –16           | Won de play-off van Keith Horne |
| 2002 | James Kingston    | 204           | –12           | [ 6 ]                           |
| 2003 | Nic Henning       | 198           | –18           | [ 7 ]                           |
| 2004 | Bradford Vaughan  | 199           | –17           | [ 8 ]                           |

## Trivia
- Iedere winnaar kreeg telkens 31.400 Zuid-Afrikaanse rand.
- Golfer Chris Williams is de enige niet Zuid-Afrikaan die dit toernooi won.